# Olšany (okres Jihlava)
Obec Olšany (německy Wolschan) se nachází v okrese Jihlava v Kraji Vysočina. Žije zde 82 obyvatel.

## Název
Název se vyvíjel od varianty Olschowe (1257), Wollschany (1718), Wollschan (1720), Wolschan (1751), Wolschan a Wolssany (1846), Wolschan bei Teltsch a Olšany u Telče (1872), Olšany (1881), Wolschan a Olšany (1893) až k podobě Olšany v roce 1924. Místní jméno vzniklo ze jmenného tvaru přídavného jména olšový a znamenalo místo, kde jsou olše.

## Historie
První písemná zmínka o obci pochází z roku 1257.

## Přírodní poměry
Olšany leží v okrese Jihlava v Kraji Vysočina. Nachází se 8,5 km východně od Telče. Geomorfologicky je oblast součástí Křižanovské vrchoviny a jejího podcelku Brtnická vrchovina, v jejíž rámci spadá pod geomorfologický okrsek Markvartická pahorkatina. Průměrná nadmořská výška činí 623 metrů. Nejvyšší bod, Reminský vrch (678 m n. m.), leží severozápadně od obce. Jihozápadně od Olšan stojí Kopeček (634 m n. m.).
Západní hranici katastru tvoří Řečice, severovýchodním okrajem protéká Vápovka, v jižní části obce se nachází Návesní rybník, z něhož vytéká bezejmenný potok, který se jihozápadně od vsi vlévá do Řečice, v jihovýchodní části katastru se rozkládá rybník Šoch a pramení zde Jechovický potok. Směrem na Starou Říši se nachází přírodní rezervace Jechovec, kde rostou společenstva Alnetum glutinosea s dominantní bledulí jarní. Po levé straně silnice do Telče přibližně 150 metrů západně od obce roste památná 27metrová lípa srdčitá, jejíž stáří bylo v roce 2009 odhadováno na 250 let. U kapličky při cestě z Olšan do Nové Říše stojí památná 26metrová lípa velkolistá, jejíž stáří bylo v roce 2009 odhadováno na 260 let. Původně zde stál i jilm horský.

## Obyvatelstvo
Podle sčítání 1930 zde žilo v 32 domech 154 obyvatel. 150 obyvatel se hlásilo k československé národnosti a 4 k německé. Žilo zde 154 římských katolíků.
| Rok            | 1869 | 1880 | 1890 | 1900 | 1910 | 1921 | 1930 | 1950 | 1961 | 1970 | 1980 | 1991 | 2001 | 2011 |
| Počet obyvatel | 165  | 162  | 171  | 165  | 190  | 169  | 154  | 135  | 108  | 95   | 99   | 80   | 60   | 75   |

## Obecní správa a politika
Obec leží na katastrálním území Olšany u Telče a je členem Mikroregionu Telčsko a místní akční skupiny Mikroregionu Telčsko.
Obec má sedmičlenné zastupitelstvo, v jehož čele stojí od roku 2010 starostka Zdeňka Musilová. V letech 2006-2010 působil jako starosta Josef Kučera.
| Období    | Voliči | Účast v % | Mandáty | Výsledky                             | Starosta        |
| --------- | ------ | --------- | ------- | ------------------------------------ | --------------- |
| 2002–2006 | 57     | 84,21     | 7       | 4 ZA OBEC KRÁSNĚJŠÍ 3 ZA ROZVOJ OBCE | Josef Kučera    |
| 2006–2010 | 56     | 94,64     | 7       | 7 Za rozvoj obce                     | Josef Kučera    |
| 2010–2014 | 60     | 65,00     | 7       | 7 Strana za rozvoj obce              | Zdeňka Musilová |
| 2014–2018 | 54     | 61,11     | 5       | 5 PRO ROZVOJ OBCE                    | Zdeňka Musilová |

## Hospodářství a doprava
V obci sídlí firmy POSPÍCHAL ČALOUNĚNÝ NÁBYTEK CZ a.s. a WESTIN s.r.o. Obcí prochází silnice II. třídy č. 23 z Dolních Dvorců do Staré Říše. Dopravní obslužnost zajišťují dopravci ICOM transport, Tourbus, TRADO-BUS a ČSAD Jindřichův Hradec. Autobusy jezdí ve směrech Dačice, Nová Říše, Stará Říše, Telč, Brno, Jindřichův Hradec, České Budějovice, Třebíč, Studená, Jihlava a Zadní Vydří.

## Školství, kultura a sport
Děti dojíždějí na první stupeň základní školy do Staré Říše, druhý stupeň absolvují v Telči. Sídlí zde knihovna. Sbor dobrovolných hasičů byl založen v roce 1948. V roce 2011 měl 17 členů.

## Pamětihodnosti
- Kaple Nejsvětějšího Srdce Páně
- Výklenková kaplička u lesa Jechovce
- Výklenková kaplička u silnice
- Boží muka u vesnice